# Пещерица (село)
Пещерица (на македонска литературна норма: Пештерица) е бивше село в южната част на Северна Македония, на територията на днешна Община Прилеп.

## География
Селото е било разположено на Ореовската река (Пещерица) на няколко километра североизочно от Прилеп на мястото на изкуственото Прилепско езеро (или Пещерица).

## История

### Етимология
Според академик Иван Дуриданов етимологията на името е производно от пещера, което е от праславянското *pektera.

### Праистория и Античност
Край Пещерица е открито раннонеолитно селище. На брега на днешния язовир е открита римска вила от III–IV век, в която са намирани монети от Константин I Велики до Теодосий I Велики.

### В Османската империя
Селото е споменато в Трескавецкия поменик от XVII – XVIII век.
В XIX век Пещерица е малко българско село в Прилепска кааза на Османската империя. В „Етнография на вилаетите Адрианопол, Монастир и Салоника“, издадена в Константинопол в 1878 година и отразяваща статистиката на населението от 1873 година, Пещерица (Peschtéritza) е посочено като село с 18 домакинства и 88 жители българи.
Според статистиката на Васил Кънчов („Македония. Етнография и статистика“) от 1900 г. Пещерица има 90 жители, всички българи християни.
На Етнографската карта на Битолския вилает на Картографския институт в София от 1901 година Пещерица е чисто българско село в Прилепската каза на Битолския санджак с 13 къщи.
В началото на XX век българското население на селото е под върховенството на Българската екзархия. По данни на секретаря на екзархията Димитър Мишев („La Macédoine et sa Population Chrétienne“) през 1905 година в Пещерица (Pechteritza) има 80 българи екзархисти.

### В Сърбия, Югославия и Северна Македония
След Междусъюзническата война в 1913 година селото попада в Сърбия.
Селото е потопено при създаването на Прилепското езеро.